# Angel Stoyanov (cầu thủ bóng đá)
Angel Stoyanov (Bulgarian: Ангел Стоянов; sinh 31 tháng 12 năm 1986) là một cầu thủ bóng đá Bulgaria thi đấu ở vị trí tiền vệ cho Vitosha Bistritsa.

## Sự nghiệp

### Vitosha Bistritsa
Là một phần của đội bóng kể từ năm 2011, Stoyanov ra mắt chuyên nghiệp cho đội bóng trong mùa giải đầu tiên ở hạng cao nhất tại trận đấu với Levski Sofia ngày 30 tháng 7 năm 2017.

## Sự nghiệp quốc tế
Stoyanov là một phần của đội bóng nghiệp dư Đông Nam Bulgaria.